# Kim Thượng
Kim Thượng là một xã thuộc huyện Tân Sơn, tỉnh Phú Thọ, Việt Nam.
Xã Kim Thượng có diện tích 77,82 km², dân số năm 1999 là 5826 người, mật độ dân số đạt 75 người/km².